# Esther Mujawayo

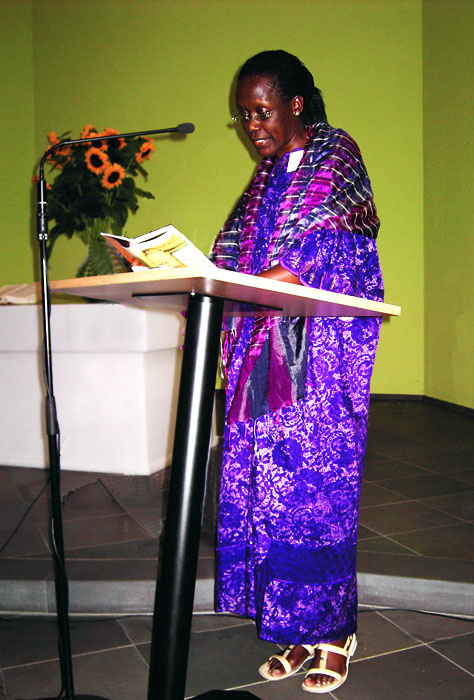
Esther Mujawayo bei einer Lesung in Düsseldorf, vor 2008

Esther Mujawayo-Keiner geborene Mujawayo (* 10. September 1958 in Taba-Gitarama, Ruanda) ist eine ruandisch-deutsche Soziologin, Traumatherapeutin und Autorin. Sie ist Mitgründerin von AVEGA (Association des Veuves du Genocide d’Avril), der Assoziation der Witwen des Genozids vom April 1994.

## Leben
Esther Mujawayo wurde 1958 in Ruanda als jüngste von vier Töchtern eines Grundschullehrers und Geistlichen geboren. Sie ließ sich von 1973 bis 1977 in Kigali zur Grundschullehrerin ausbilden und arbeitete bis 1979 als Lehrerin in einem Internat in Remera, Ruanda. Von 1979 bis 1985 studierte sie an der Katholischen Universität von Louvain, Belgien, Sozialarbeit und anschließend Soziologie und erwarb darin den Master-Degree. Sie kehrte nach Ruanda zurück und arbeitete zunächst ein Jahr lang als Lehrerin in Kirinda/Kibuye und von 1990 bis 1996 als stellvertretende Landesrepräsentantin für Ruanda, Burundi und Ostkongo der Entwicklungsorganisation Oxfam. Sie engagierte sich in verschiedenen ruandischen Frauenorganisationen.
Im Genozid, in dem von April bis Juni 1994 eine Million Menschen, Tutsi und oppositionelle Hutu, ermordet wurden, wurden auch ihr Mann Innocent und fast 300 ihrer direkten Familienangehörigen ermordet. Sie selbst überlebte mit ihren drei kleinen Töchtern, weil in der Nacht, in der die Hutu sie entdeckten nur Männer ermordeten wurden. Eine ihrer Zufluchtstationen war das Hôtel des Mille Collines, das durch den Film Hotel Ruanda weltweit bekannt wurde.
Nach dem Genozid gründete sie gemeinsam mit anderen Witwen die Organisation AVEGA (Association des Veuves du Genocide) und wurde deren Vizepräsidentin. 1996 ging sie für ein Jahr zur therapeutischen Ausbildung an die Universität von East Anglia, Großbritannien. Nachdem sie nach ihrer Rückkehr zunächst wieder für Oxfam gearbeitet hatte, konnte sie von 1998 bis 1999 mit Unterstützung von Oxfam hauptberuflich bei AVEGA als Traumatherapeutin tätig sein. Gleichzeitig war sie Vorstandsvorsitzende von FNARG, einem nationalen Fonds zur Unterstützung der Genozidopfer.

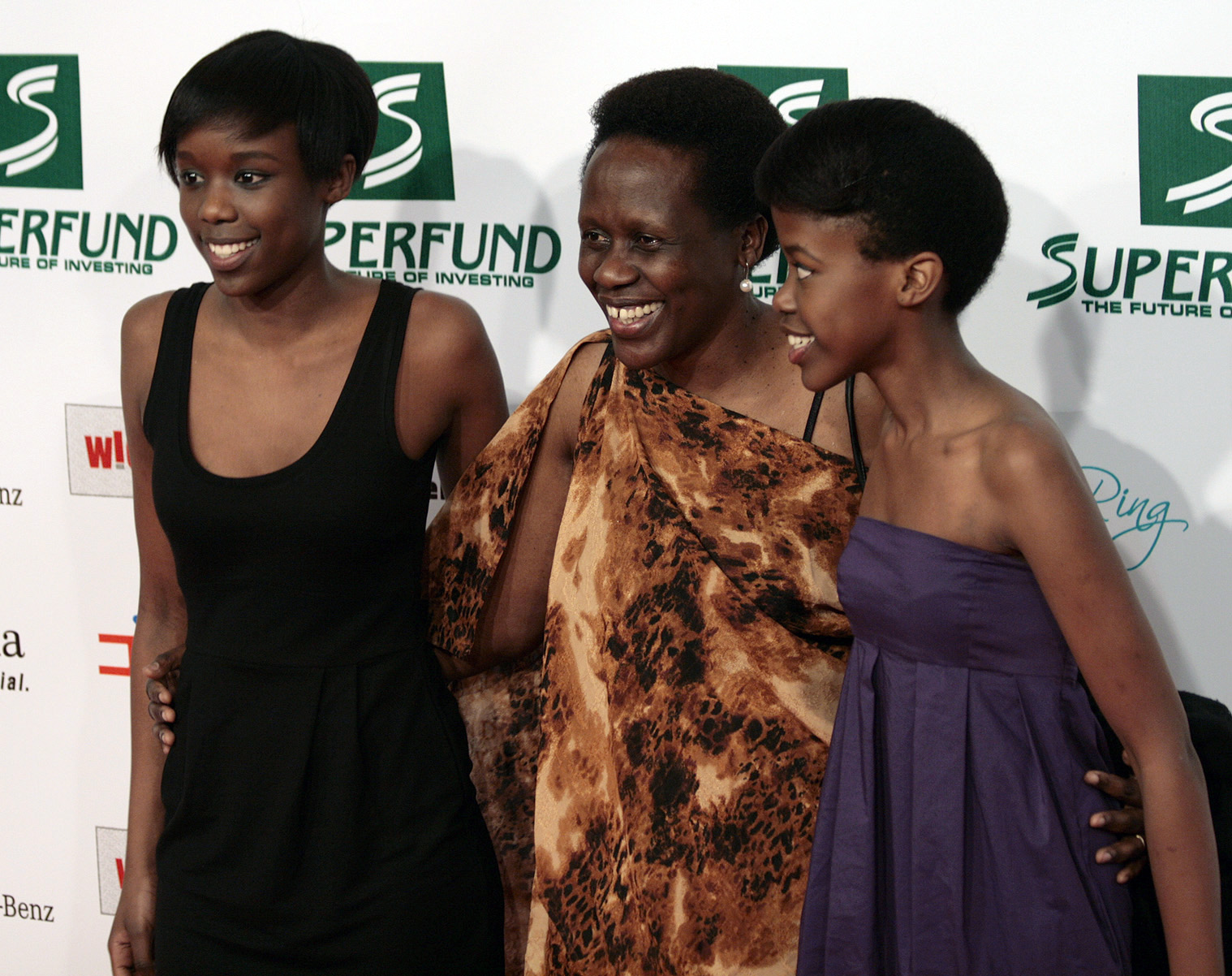
Esther Mujawayo mit zweien ihrer Töchter (Wien 2009)

Sie heiratete in zweiter Ehe den evangelischen Pfarrer Helmut Keiner und lebt seit 1999 mit ihren drei Töchtern in einem kleinen Ort am Niederrhein. Seit 2001 arbeitet sie als Traumatherapeutin im Psychosozialen Zentrum für Flüchtlinge Düsseldorf mit schwertraumatisierten Flüchtlingen aus verschiedenen afrikanischen Ländern, vor allem mit Frauen und mit Jugendlichen.
Auf zahlreichen Kongressen, Veranstaltungen und internationalen Konferenzen, unter anderem in Südafrika, Großbritannien, Belgien, Schweiz, Kanada, Österreich, Italien und Schweden hält sie Vorträge und Lesungen.

## Werke

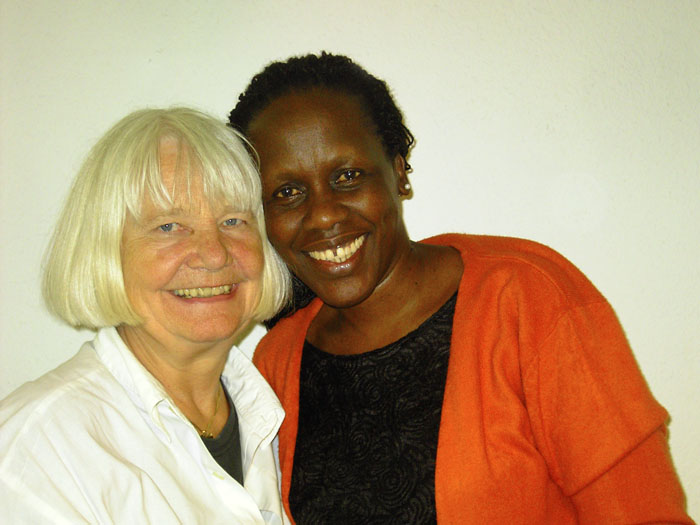
Esther Mujawayo mit Barbara Gladysch bei einer Lesung in Düsseldorf 2007

Esther Mujawayo hat zwei Bücher veröffentlicht: Ein Leben mehr und Auf der Suche nach Stéphanie. Für beide Bücher hat die algerisch-französische Journalistin Souâd Belhaddad Mujawayos Berichte aufgeschrieben. Der Stil der mündlichen Erzählung mit seiner Direktheit und Authentizität ist in den Büchern erhalten geblieben. Beide Bücher erschienen zunächst in Frankreich. In Deutschland wurden sie vom Peter Hammer Verlag Wuppertal verlegt, der sich unter anderem auf Literatur aus Lateinamerika und Afrika spezialisiert hat. Ein Leben mehr ist 2007 auch als Taschenbuchausgabe erschienen, mit einem vom Ullstein Verlag ohne Zustimmung der Autorin gewählten, irreführenden Untertitel („Wie ich der Hölle Ruandas entkam“).
Jutta Himmelreich hat beide Bücher ins Deutsche übersetzt, ihre Übersetzung wird in einigen Rezensionen anerkennend betont.

### SurVivantes – Ein Leben mehr
In ihrem ersten Buch Ein Leben mehr berichtet Mujawayo über ihre Kindheit und Jugend, ihre Familie und den Alltag als Angehörige der Tutsi in Ruanda und zeigt daran die Geschichte von früheren Diskriminierungen, Vertreibungen und Pogromen (1959 und 1973) auf. Deutlich wird, dass der Völkermord 1994 nicht die irrationale Tat eines unzurechnungsfähigen Pöbels war, sondern dass er von langer Hand vorbereitet und von politisch einflussreichen Kreisen gesteuert war. Sie beschreibt, wie sie den Genozid erlebte und überlebte, wer den Bedrohten half und wer die Hilfe verweigerte. Auch das Nicht-Eingreifen der UNO, von Frankreich, Belgien und den USA klagt sie an.
Sie erzählt die Geschichten vieler, die grausam ermordet wurden, und die Geschichten anderer, die überlebten und deren Erlebnisse später niemand hören wollte, weil sie zu schrecklich waren. Sie berichtet darüber, wie es ist, nach einem Genozid weiterzuleben – von der Entwicklung „zum Leben verdammt zu sein“ dahin, sich zum „lebendigen Leben“ zu entscheiden und dies den Tätern entgegenzusetzen.
Sie klagt auch den Umgang mit den Überlebenden an, die Tatsache zum Beispiel, dass bis zum Erscheinen des Buches die inhaftierten Täter mit AIDS-Medikamenten behandelt wurden, die Frauen aber, die sie vergewaltigt und mit HIV infiziert hatten, keinen Zugang zur Behandlung fanden. Sie beschreibt, wie die Organisation AVEGA, die als Selbsthilfeorganisation von überlebenden Witwen gegründet worden war, begann, politische Forderungen zur Entschädigung und Versorgung der Überlebenden zu erheben und Hilfsstrukturen aufzubauen.
In der französischen Ausgabe wird Mujawayos Bericht durch ein Gespräch der Autorin mit Simone Veil ergänzt, das in der ersten deutschen Ausgabe fehlt. In die Taschenbuchausgabe ist dieses Gespräch aufgenommen worden.

### La fleur de Stéphanie – Auf der Suche nach Stéphanie
In Auf der Suche nach Stéphanie erzählt Esther Mujawayo, wie sie sich zwölf Jahre nach dem Genozid auf die Suche nach den sterblichen Überresten ihrer Schwester und deren Kinder macht, die von ihren Mördern in eine Abwassergrube geworfen worden waren. Die Täter und Zuschauer des Mordes schweigen fast alle über das Geschehen, so dass es Mujawayo während dieser Reise nicht gelingt, ihre Schwester in Würde zu begraben.
Sie gibt zahlreiche Gespräche mit anderen Überlebenden wieder, die sich in sehr unterschiedlicher Weise der Herausforderung stellen, mit den Tätern in enger Nachbarschaft weiterzuleben. In ihren Schilderungen der Verfahren beim Internationalen Strafgerichtshof für Ruanda und bei den Gacaca-Gerichten greift Mujawayo zentrale Fragen von Gerechtigkeit, Wiedergutmachung und Versöhnung auf und problematisiert die Forderung nach Versöhnung, wenn nicht zuerst benannt wird, was geschehen ist und den Opfern und Überlebenden Gerechtigkeit widerfährt.
Der französische Originaltitel La fleur de Stéphanie (dt.: Die Blume von Stephanie) bezieht sich auf einen Blütenstrauch, den ihre Schwester am Haus der Eltern gepflanzt hatte. Beim Wiederaufbau des im Genozid zerstörten Hauses wurde dieser Strauch gefunden und er wächst weiter.
Ergänzt wird auch dieses Buch durch ein Gespräch zwischen Esther Mujawayo und Simone Veil.

### Bibliographische Angaben

#### Bücher
- Esther Mujawayo, Souâd Belhaddad: SurVivantes – Rwanda, dix ans après le génocide. 2004, ISBN 2-87678-955-8
  - dt. Ausgabe: Esther Mujawayo, Souâd Belhaddad: Ein Leben mehr – Zehn Jahre nach dem Völkermord in Ruanda. Wuppertal 2005, ISBN 3-7795-0029-9
- Esther Mujawayo, Souâd Belhaddad: La fleur du Stéphanie – Rwanda entre réconcialition et déni. 2006, ISBN 2-08-068977-0 und ISBN 978-3-548-36880-1
  - dt. Ausgabe: Esther Mujawayo, Souâd Belhaddad: Auf der Suche nach Stéphanie – Ruanda zwischen Versöhnung und Verweigerung. Wuppertal 2007, ISBN 3-7795-0082-5

#### Aufsätze
- Kulturspezifisches Verständnis von Krankheit und Gesundheit in Ruanda. In: Schlage die Trommel und fürchte Dich nicht ... – 15 Jahre PSZ 1987–2002 Hg.: Psychosoziales Zentrum für Flüchtlinge Düsseldorf. Düsseldorf 2003, S. 50
- Kultur- und länderspezifische Umgangsweisen mit frauenspezifischer Gewalterfahrung: Ruanda. In: Ich gehe mit meinem Schatten – Frauen und Gewalt in verschiedenen Kulturen Tagungsdokumentation Hg.: Diakonisches Werk der Evangelischen Kirche in Deutschland e. V., Stuttgart 2004. S. 6
- Esther Mujawayo, Souâd Belhaddad : Ein Leben mehr – Zehn Jahre nach dem Völkermord in Ruanda. in: Weltengarten 2005: Deutsch-Afrikanisches Jahrbuch für Interkulturelles Denken. 2005, ISBN 3-934818-49-8

## Leistungen

### AVEGA
Esther Mujawayo ist Mitgründerin von AVEGA (Association des veuves du génocide d’Avril, auf Deutsch: Vereinigung der Witwen des Völkermords vom April 1994). Im Januar 1995, ein halbes Jahr nach dem Genozid, schlossen sich 50 überlebende Witwen zusammen, um nicht nur sich selbst gegenseitig zu helfen, sondern auch um den Überlebenden eine Stimme zu geben, politische Forderungen zu erheben und für andere Überlebende Unterstützung zu organisieren. In Kinyarwanda, der Sprache Ruandas, trägt AVEGA den Namen Agahozo, ein Wort, das tröstet, oder ein Wort aus einem Gedicht, das man singt, damit ein Kind aufhört zu weinen.
Die Organisation bietet für ca. 35.000 Witwen und andere Überlebende des Völkermords Beratung und medizinische und psychotherapeutische Versorgung an, unterhält Beschäftigungsprojekte und Kleinkredit-Programme, unterstützt die Überlebenden bei gerichtlichen Verfahren und setzt sich in politischer und Lobbyarbeit für diese ein.

### Kampagne „Eine Kuh für jede Witwe“
In ihrem ersten Buch träumt Mujawayo davon, sie könne jeder Witwe in Ruanda eine Kuh schenken. „Wenn du eine Kuh mit heimbringst, dann bist du wieder jemand! In Europa misst man dein Ansehen an deinem Bankkonto; in Ruanda zählt, wie viele Kühe du hast. Kühe sind deine Investition und deine Rücklagen. Und ein Symbol dafür, dass man Verantwortung übernimmt. Eine Witwe, die eine Kuh mit in ihren Hof bringt, zeigt ihren Nachbarn: ‚Ich lebe, bin sogar sehr lebendig, weil eine Kuh bei mir wohnt!‘“ Mit Hilfe der Kampagne Eine Kuh für jede Witwe konnten einige hundert Kühe, die in Ruanda für etwa 100 € gekauft werden können, an überlebende Witwen verschenkt werden. Esther Mujawayo wurde für die Kampagne 2005 für den taz Panther nominiert.

### Vorträge und Lesungen
Esther Mujawayo hält in vielen Ländern Vorträge und Lesungen. So wurde sie zum Beispiel 2004 zum Stockholm International Forum zum Thema Preventing Genocide, Threats and Responsibilities als Referentin eingeladen, zur Eröffnungsveranstaltung des Trust Fund for Victims beim Internationalen Strafgerichtshof 2004 in Den Hag und zur Global Conference on the Prevention of Genocide 2007 in Montreal.

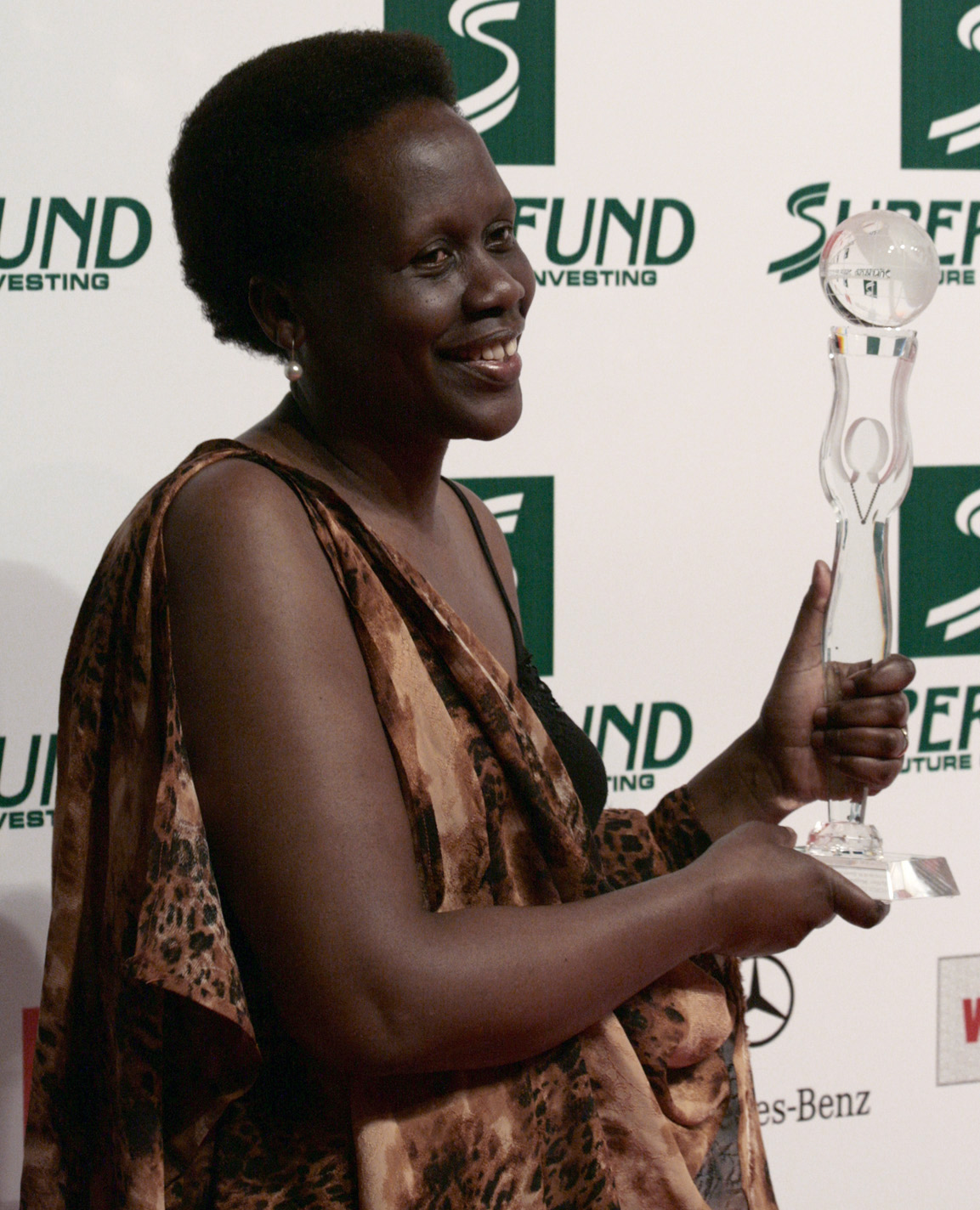
Esther Mujawayo mit dem World Social Award (Wien 2009)

## Auszeichnungen
- 2004 erhielten Esther Mujawayo und Souâd Belhaddad den Prix Ahmadou Kourouma, der Internationalen Messe für Buch und Presse, Genf.
- Am 6. Oktober 2008 erhielt Esther Mujawayo den Verdienstorden der Bundesrepublik Deutschland am Bande[9]
- Am 5. März 2009 erhielt Esther Mujawayo den World Social Award bei den Women’s World Awards.[10]
- Im Juli 2016 erhielt sie die Ehrendoktorwürde der University of East Anglia